# Podhorie (powiat Bańska Szczawnica)
Podhorie – wieś (obec) na Słowacji położona w kraju bańskobystrzyckim, w powiecie Bańska Szczawnica. Pierwsze wzmianki o miejscowości pochodzą z roku 1388. 
Według danych z dnia 31 grudnia 2012, wieś zamieszkiwało 357 osób, w tym 179 kobiet i 178 mężczyzn.
W 2001 roku pod względem narodowości i przynależności etnicznej 97,73% mieszkańców stanowili Słowacy, a 1,01% Romowie.
Ze względu na wyznawaną religię struktura mieszkańców kształtowała się w 2001 roku następująco:
- Katolicy rzymscy – 97,98%
- Ateiści – 1,52%
- Nie podano – 0,51%